# Державний лісовий заказник (Плужняньське лісництво)
Державний лісовий заказник — ботанічна пам'ятка природи в кварталах 94, 95, 96, 97 Плужняньського лісництва Ізяславського лісогоспзагу на Хмельниччині. Була оголошена рішенням Хмельницького облвиконкому № 132 від 15.05.1975 року.

## Опис
Насадження дуба черешчатого з домішками сосни 10-15 % високої продуктивності. Вік 90-100 років.
Площа — 140 га.

## Скасування
Станом на 01.01.2016 року об'єкт не міститься в офіційних переліках територій та об'єктів природно-заповідного фонду, оприлюднених на Єдиному державному вебпорталі відкритих даних http://data.gov.ua/ [Архівовано 4 травня 2016 у Wayback Machine.]. Проте ні в Міністерстві екології та природних ресурсів України, ні у Департаменті екології та природних ресурсів Хмельницької обласної державної адміністрації відсутня інформація про те, коли і яким саме рішенням було скасовано даний об'єкт природно-заповідного фонду.